# 아르만도 브로야
아르만도 브로야(알바니아어: Armando Broja, 2001년 9월 10일 ~ )는 알바니아의 축구 선수로 현재 프리미어리그의 번리에서 공격수로 활약하고 있다.
2022-23시즌에는 팀을 떠날 것 같았지만 첼시 내부에서 브로야를 보내지 않고 1군에 기용하기로 굳혀져서 남게 되었다. 이번 시즌 브로야는 스트라이커 자리를 두고 카이 하베르츠와 경쟁하게 된다. 등번호는 로스 바클리가 사용하던 18번을 배정받았다.